# Ди Ладзаро, Далила
Далила ди Ладзаро (итал. Dalila Di Lazzaro; род. 29 января 1953 в Удине) — итальянская модель, актриса

, певица и писательница.

## Жизнь и карьера
Начинала как фотомодель, одним из фотографов на ранней стадии карьеры был Энди Уорхол. Тогда же привлекла к себе внимание бульварной прессы как предположительная родственница Софи Лорен и даже её потенциальная соперница в любви.
В период между серединой 1970-х и началом 1980-х успела поработать с такими кинорежиссёрами, как Альберто Латтуада, Луиджи Коменчини, Флорестано Ванчини, Альберто Сорди, Дарио Ардженто, Клаус Кински и Жак Дере, после чего сосредоточилась на телевидении. В 1983 году отказалась от роли Домино в очередной серии серии «бондианы» «Никогда не говори никогда», роль в итоге досталась Ким Бейсингер.
Среди поздних работ — появление на экране в фильме Джованни Веронези 2013 года «L'Ultima ruota del carro».

## Избранная фильмография
- 1972 — Это может быть сделано, амиго
- 1972 — Франкенштейн 80
- 1973 — Франкенштейн Энди Уорхола
- 1974 — Зверюга
- 1975 — Браво, куколка!
- 1975 — Убийства в ночном поезде
- 1976 —  L'Italia s'è rotta
- 1976 — О, Серафина!
- 1977 — Три тигра против трёх тигров
- 1977 — The Pajama Girl Case
- 1977 — Кот
- 1979 — Мими
- 1980 — Троих надо убрать
- 1980 — Голубоглазый бандит
- 1980 — Voltati Eugenio
- 1981 — Quando la coppia scoppia
- 1984 — Всех за решётку — синьорина И́рис Дель Мо́нте
- 1985 — Феномен
- 1989 — Паганини
- 1990 — Дыхание жизни
- 1990 — L'ulivo e l'alloro
- 1992 — Dov'era lei a quell'ora?
- 1997 — Kidnapping — La sfida
- 2013 — Пятое колесо